# Kąkolewice (województwo zachodniopomorskie)

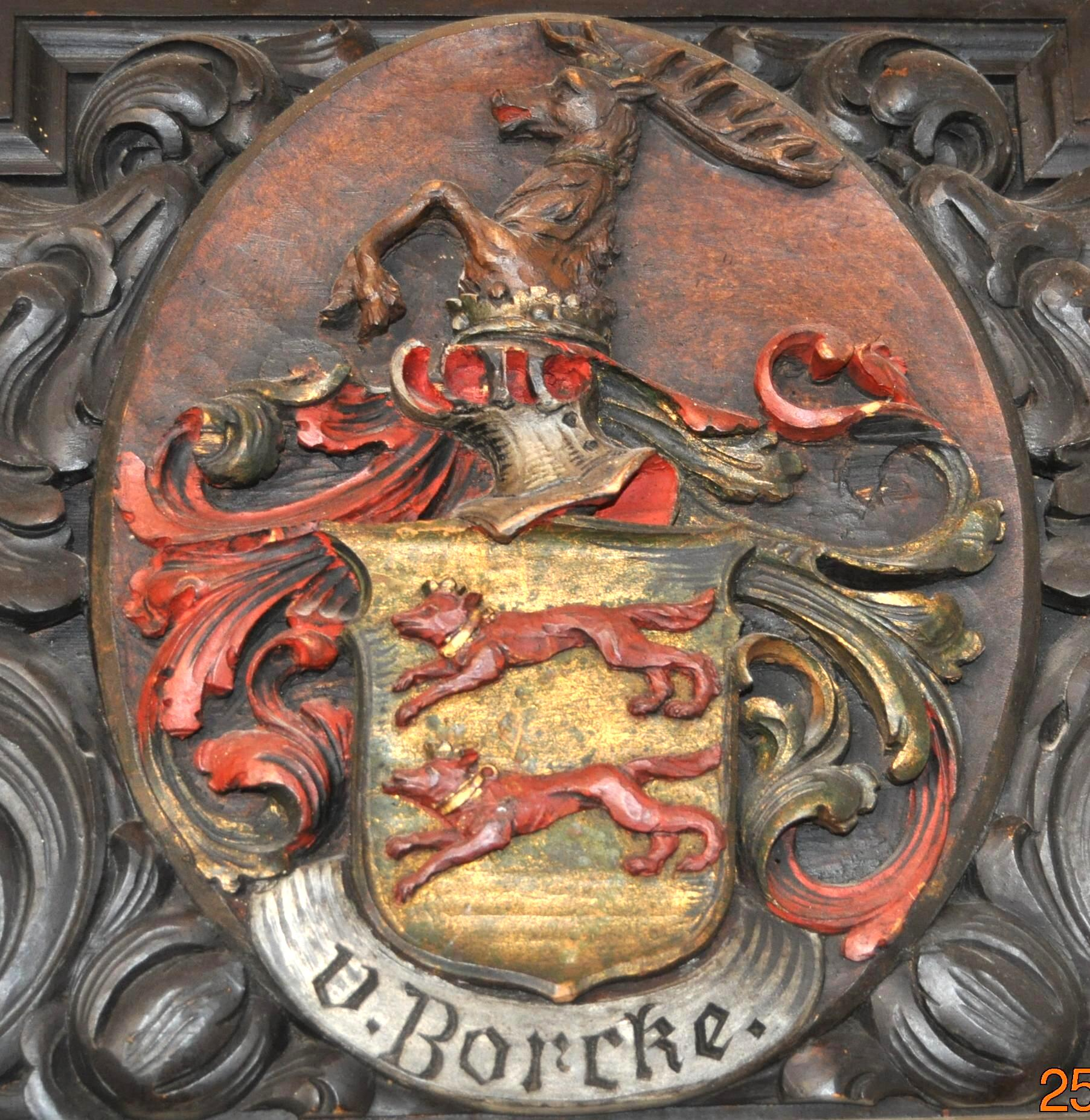
Herb rodowy rodu Borcke

Kąkolewice – (niem. Kankelfitz) wieś w Polsce, położona w województwie zachodniopomorskim, w powiecie łobeskim, w gminie Węgorzyno.

## Historia
W latach 1818–1945 miejscowość administracyjnie należała do Landkreis Regenwalde (Powiat Resko) z siedzibą do roku 1860 w Resku, a następnie w Łobzie. W latach 1975–1998 miejscowość administracyjnie należała do województwa szczecińskiego.

## Nazwa
W 1433 osada wzmiankowana jako Ventzlaff Kanckelfytcze, Kanckelfytcze i obecna nazwa ma związek  z nazwą historyczną. Na mapie Lubinusa z 1618 nosi nazwę Canckelvitz. Do 1948 miejscowość nosiła nazwę Kankelfitz, następnie Kąkolewice. 

## Demografia
W roku 1905 wieś miała 119 mieszkańców, a w 2021 były 123 osoby.

## Zabytki
- Kościół pw. św. Józefa. Kościół ryglowy z 1732 r. z pięcioboczną apsydą. Kościół posiadał ryglową wieżę rozebraną w okresie międzywojennym. Wewnątrz bogato zdobiony barokowy ołtarz z 1799 roku (pierwotnie ambonowy) oraz dziewiętnastowieczny krucyfiks i dwa lichtarze. Przy kościele kaplica grobowa rodu Borcke. Na przykościelnym cmentarzu zachowały się nagrobki tego rodu
- Pałac klasycystyczny z XVIII/XIX w. (zachowane tylko piwnice) oraz zabudowania gospodarcze (zachowane kamienne mury obwodowe do wysokości więźby dachowej z ciekawie opracowanymi otworami okiennymi)
- Park naturalistyczny z XVIII/XIX w. o powierzchni 6,5 ha z zachowanym starodrzewem[8].

## Osoby związane z Kąkolewicami
- Wilhelm Friedrich Leopold von Borcke (ur. 21 lipca 1737 w Stargardzie, zm. 28 czerwca 1787 w Kąkolewicach) — pruski starosta (Landrat), który od 1770 do śmierci kierował powiatem Borcków (Borckescher Kreis) na Pomorzu Zachodnim. Właściciel majątku ziemskiego w Kąkolewicach i Lesięcinie.

- Ernst August Philipp von Borcke (ur. 20 sierpnia 1766 w Kąkolewicach, zm. 20 listopada 1850 tamże) — ostatni starosta powiatu Borcków, następnie pierwszy starosta powiatu Regenwalde, obecnie powiat łobeski. Właściciel majątku ziemskiego w Kąkolewicach i Lesięcinie.

## Galeria

Wieś Kankelfitz na mapie Lubinusa z 1618 r.
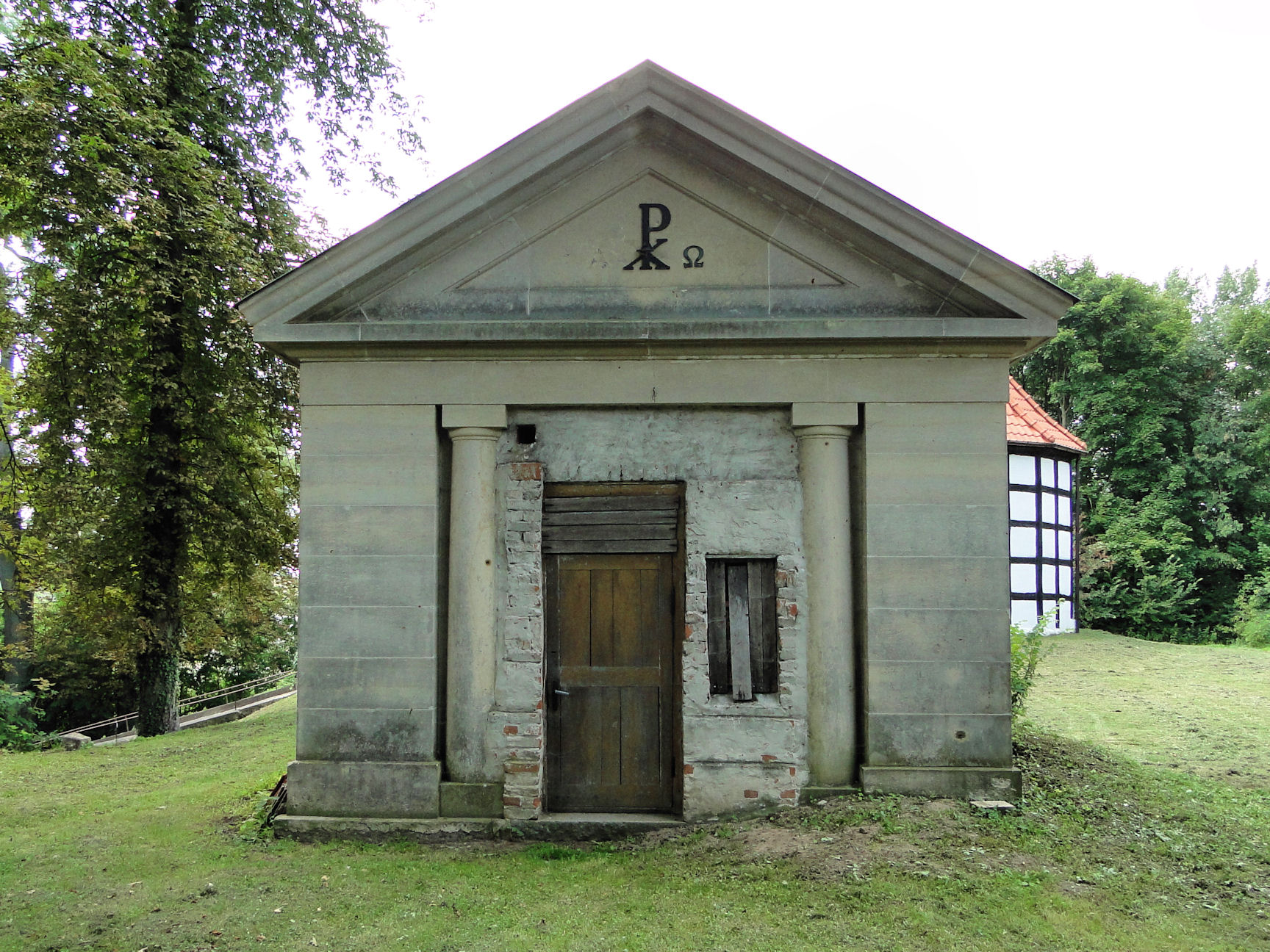
Kaplica grobowa
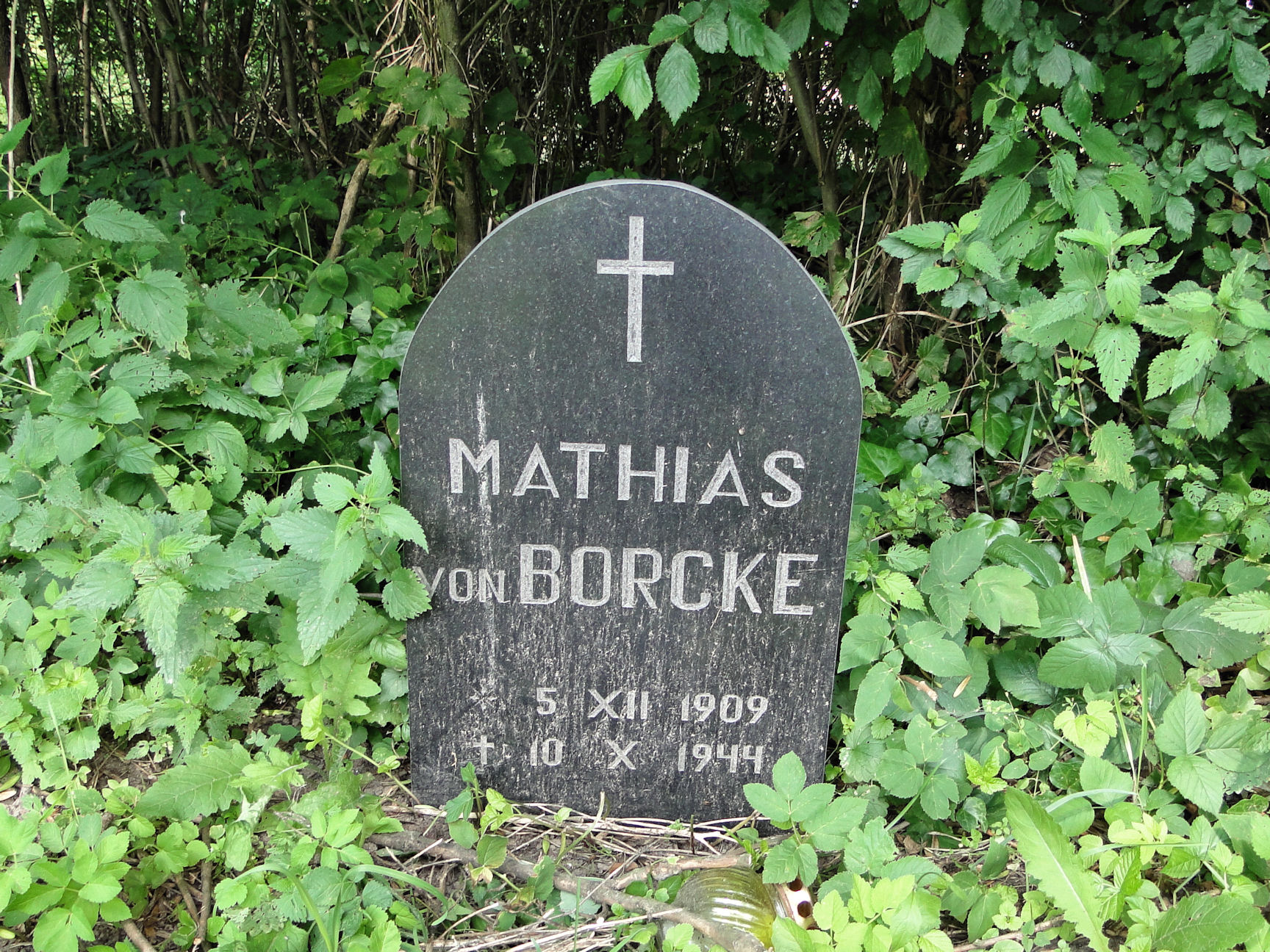
Nagrobek członka rodu Borcków
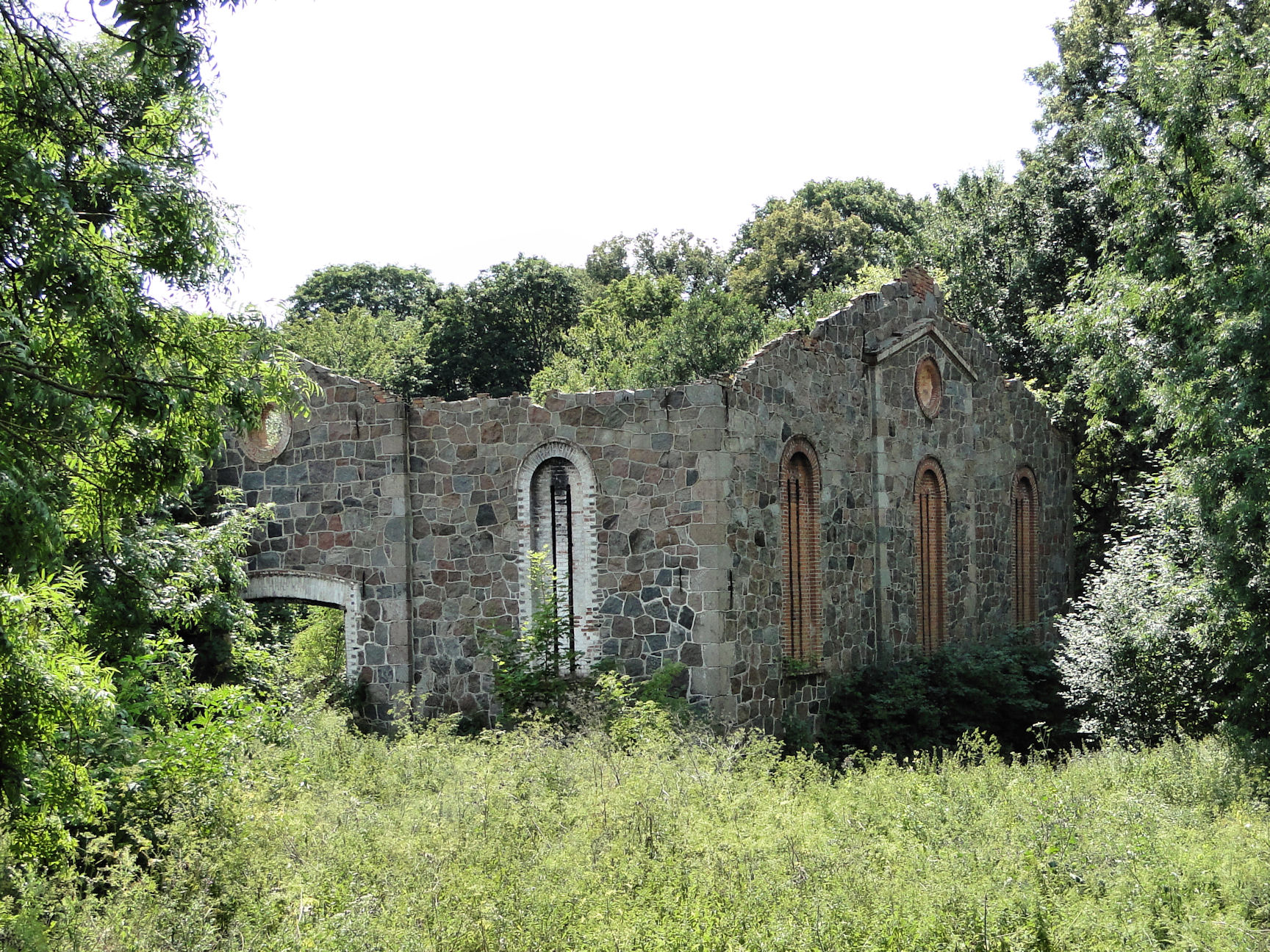
Ruiny zabudowań gospodarczych